# Jiří Růžek (fotograf)

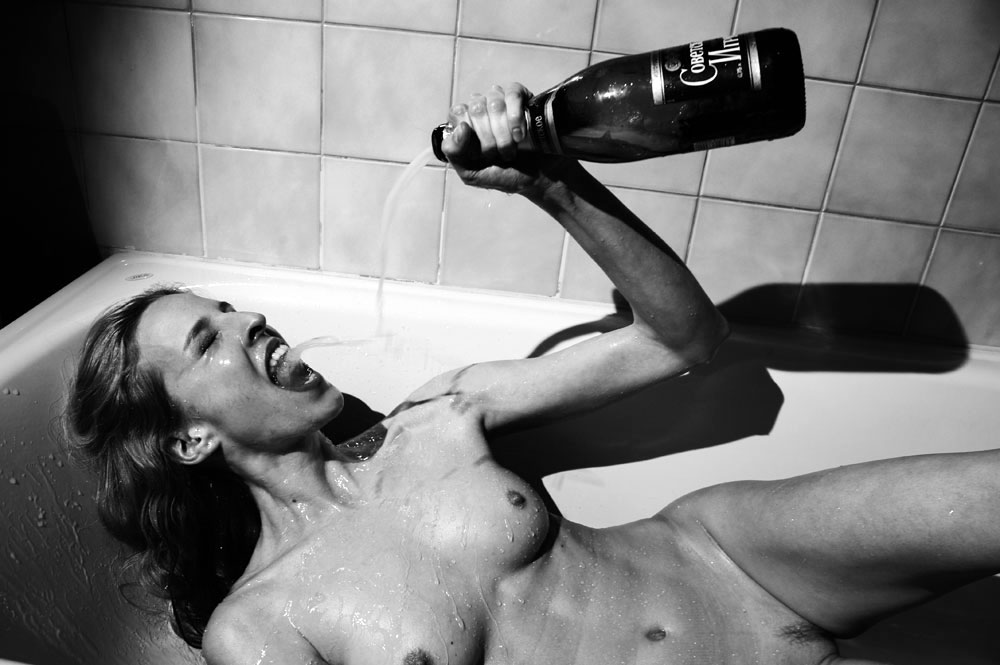
Jiří Růžek: Sovetskoe Igristoe, 2010

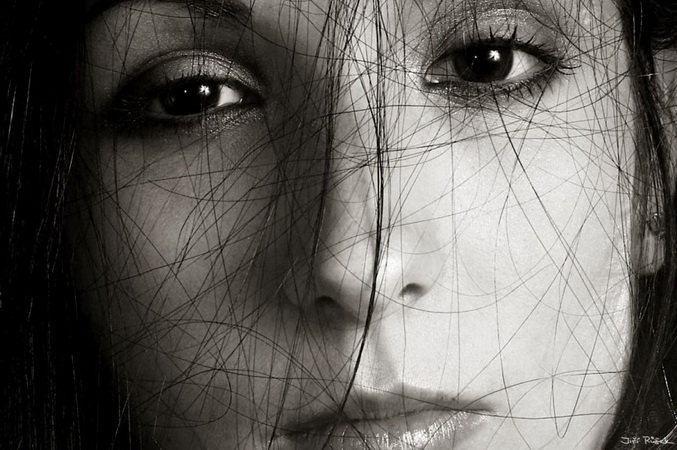
Jiří Růžek: Portrét, 2007

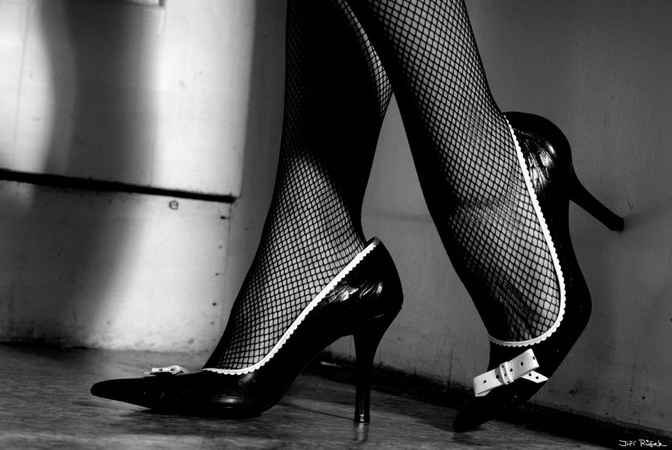
Jiří Růžek: Network, 2007

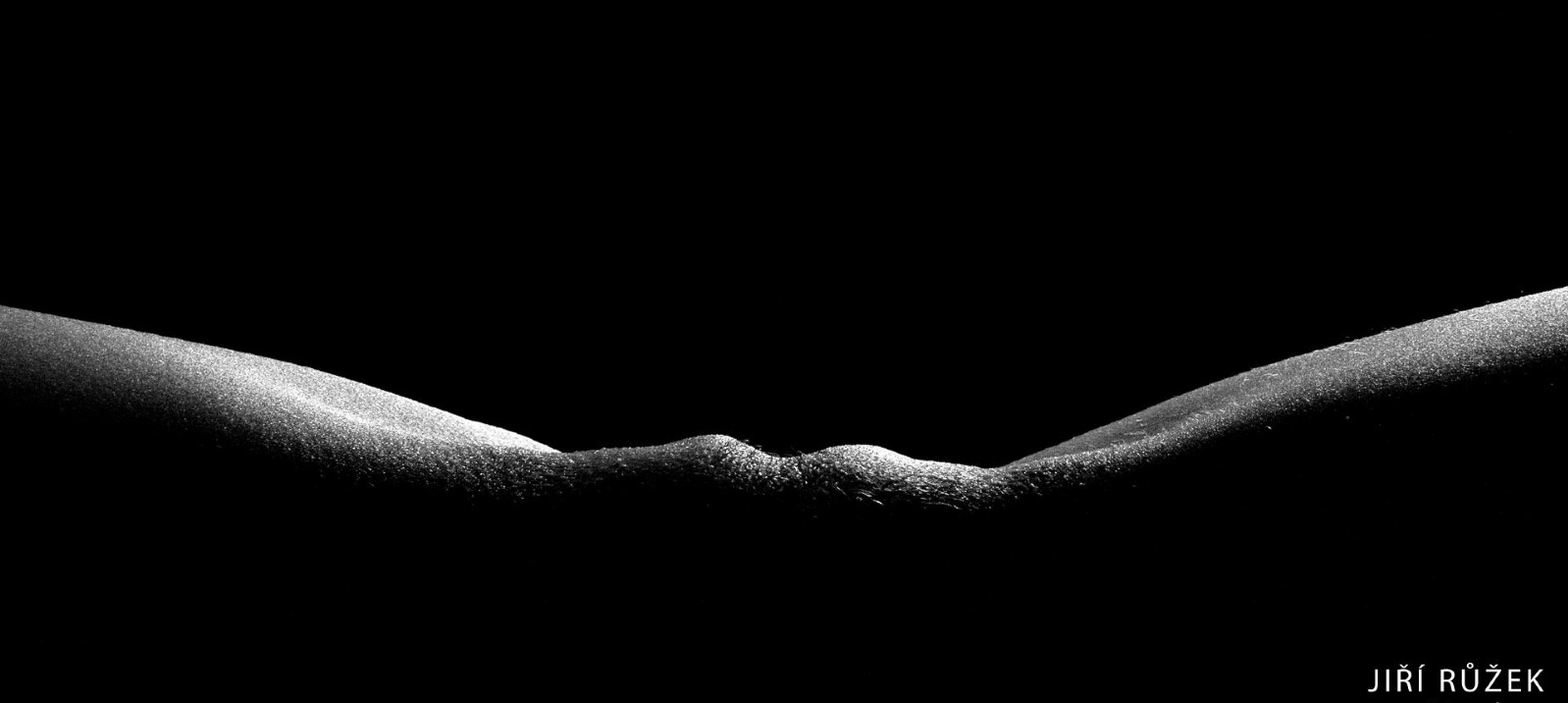
Jiří Růžek: České středohoří, 2006, fotografie získala první místo v soutěži Akty X 2009 časopisu Reflex

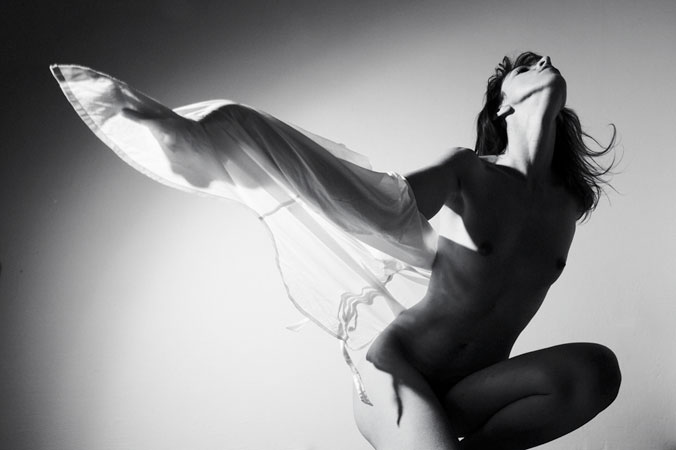
Jiří Růžek: Isis, 2009

Jiří Růžek (* 29. srpna 1967 v Litoměřicích) je český fotograf, věnující se převážně tvorbě uměleckého aktu.

## Životopis
Pochází z rodiny bez hlubšího uměleckého zázemí. Do svých sedmi let žil v Litoměřicích, potom se jeho rodina přestěhovala do nedaleké obce Libochovany, kde žil až do svých 22 let (1989), než nastoupil základní povinnou službu v armádě. Tam také prožil Sametovou revoluci.
V letech 1981-1985 studoval obor Programování a výpočetní technika na Gymnáziu Josefa Jungmanna v Litoměřicích. Během studia i později hrál na baskytaru a zpíval v mnoha různých hudebních skupinách, zaměřených na rock, folk, jazz a podobně. Většinu jeho hudebního působení ale pokrývalo hraní po barech, tanečních zábavách a plesech. S aktivním hraním skončil poslední den roku 2005.
V období 1983-1988 studoval obor Tvorba textu a scénáře na Lidové konzervatoři Praha (dnes Konzervatoř Jaroslava Ježka), mezi jeho vyučující patřili Jiří Suchý, Pavel Kopta, Marek Stašek, Dr. Ivan Vyskočil, Josef Brukner, Dr. Otakar Roubínek, Zdeněk Borovec, Drahoš Čadek a další.
V roce 1995, ve věku 28 let, nasnímal sérii fotografií na CD rockové skupiny Please Don't Care. Ve stejné době požádal kamarádku Martinu Cyrkvovou, která měla zkušenosti s modelingem, aby mu stála modelem, na kterém by se začal učit fotografovat ženy.
V roce 2004 se přestěhoval do Prahy. Žije s architektkou a fotografkou Ing. arch. Ludmilou Foblovou.

## Dílo
Nejčastěji bývá uváděn jako autor černobílých aktů, sám se popisuje jako autor nahých nebo polonahých portrétů. Přibližně od roku 2006 jsou jeho fotografie publikovány v českých i zahraničních tištěných nebo internetových médiích a jeho fotografie jsou součástí soukromých sbírek v různých zemích světa.
V letech 2004 – 2005 spolupracoval na několika sériích bodypaintingu s chorvatskou výtvarnicí Teou Hatadi. Věnuje se také tvorbě anaglyfů.
První společná výstava byla v roce 2006 v 1. Holešovické kavárně v Praze, první samostatná o rok později tamtéž.
V červenci 2009 získal za fotografii s názvem České středohoří (připomíná místo, kde se narodil) hlavní cenu v soutěži o nejlepší akt Akty X, pořádané časopisem Reflex.
Je členem Syndikátu fotografů České republiky, Svazu českých fotografů a České federace fotografických umění.

## Výstavy
- 1. Holešovická kavárna 2006, Praha
- Jiří Růžek – Akty 2007 (1. Holešovická kavárna Praha)
- Designblok 2009 (Superstudio A4 Holešovický pivovar, Praha)[6]
- Prague Photo 2010 (Výstavní síň Mánes, Praha)[7]
- Jiří Růžek – Holky v altánu 2010 (Viniční altán, Praha)[8][9]
- Maximální fotografie 2010 (Zámek Rudoltice v Čechách)[10]
- Jiří Růžek – V lůně středohoří 2010 (Fotogalerie Na Baště Litoměřice)[11]
- Digiforum 2010 (Clarion Congress Hotel, Praha, společná výstava s Janem Saudkem, Robertem Vanem atd. viz odkaz)[12]
- Art For Sue Ryder 2010 (Galerie Domova Sue Ryder, Praha, charitativní výstava)[13]
- Základní Instinkt 2010 (Malostranská beseda, Praha)[14]
- Základní Instinkt 2011 (Langhans Galerie Praha)[15]
- Naked in Algarve, 2011 (Galeria Arte Algarve, Lagoa, Portugalsko)[16]
- Veletrh Arte Algarve IV, 2011 (Única – Adega Cooperativa do Algarve em Lagoa, Lagoa, Portugalsko)[17][14]
- Feminae, 2012 (Fábrica Braço de Prata, Lisabon, Portugalsko)[18]

## Ocenění
- Akty X 2009 – 1. místo (soutěž o nejlepší akt časopisu Reflex)[3]
- Základní instinkt 2010 – 1. místo (jarní semifinále soutěže o nejlepší akt časopisu Instinkt)[19][20]

## Knihy
- Transit (2009, Euphoria Factory, Japonsko) ISBN 978-4-06-379405-2
- Nude Photography (2010, Loft Publications, Španělsko/Frechmann GmbH., Německo) ISBN 978-84-92731-00-8
- Dame tus ojos (2011, Random House, Španělsko, titulní fotografie) ISBN 978-84-253-4574-6
- Fetish Fantasies (2011, Feierabend Unique Books, Německo) ISBN 978-3-939998-77-8
- Pussy Mania (2011, Edition Skylight, Švýcarsko) ISBN 978-3-03766-622-7
- Nude Closeup (2011, Publishers Graphics, USA) ISBN 978-0-9847499-0-4

## Citace
- "Krása ženského těla jde ruku v ruce s tajemstvími její duše a nemůžete je vnímat odděleně, pokud chcete zachytit a vyjádřit tento celek, kterému říkáme Žena. ... Může to znít jako klišé, ale respektujeme-li Hendrixe v moderní hudbě, musíme respektovat Newtona v moderní fotografii. ... Vy máte pocit, že jsem už našel svůj styl? :) Já si myslím, že to je nekonečný příběh a až si budu myslet, že jsem ho našel, bude asi nejlepší čas s fotografováním přestat." Rozhovor pro The Universe d'Artistes, 26. 11. 2007[21]

- "Co chci? Vytvořit fotografii, kterou si budete pamatovat." Časopis Reflex, 19. 8. 2009

- "Ženy jsou živé a živočišné, krásné, ale ne dokonalé. Jsou to také komplikované osobnosti, a tak se je i snažím zobrazit, ne tak, aby obstály před Vatikánem" Litoměřický deník, 21. 9. 2010[22]

## Galerie

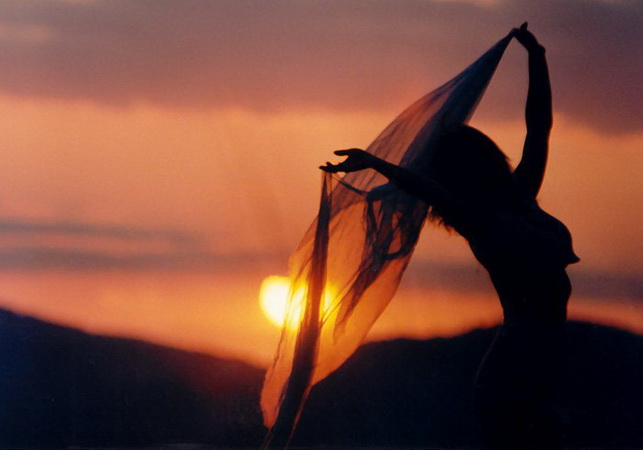
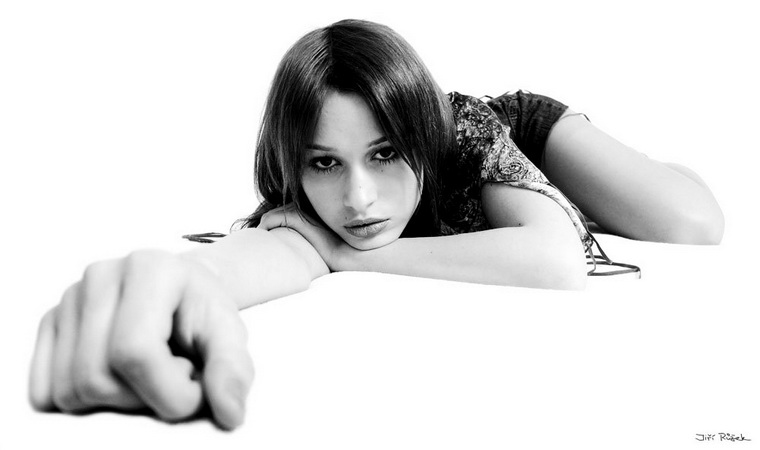
Jiří Růžek: Superwoman, 2004
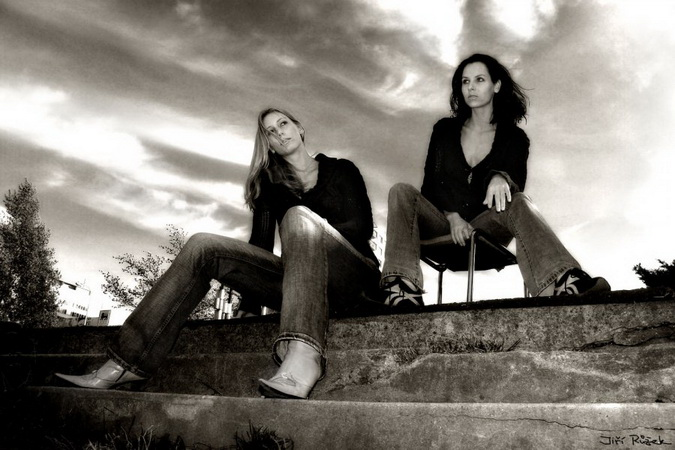
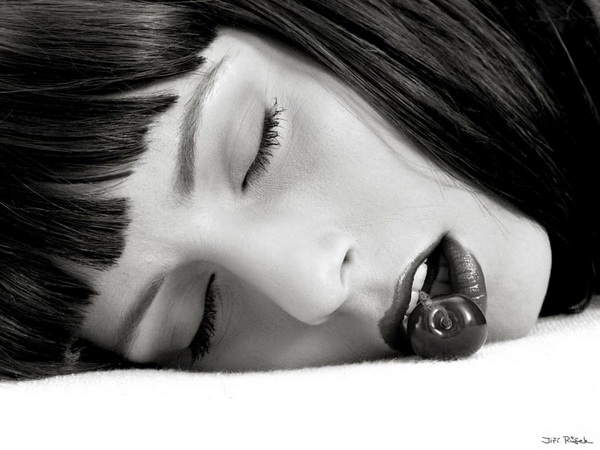
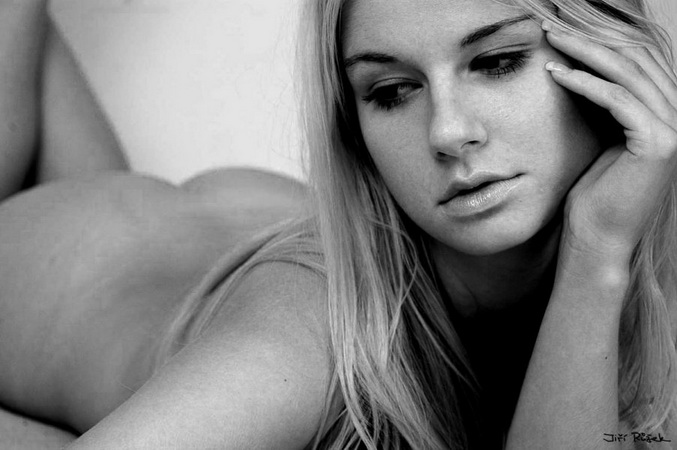
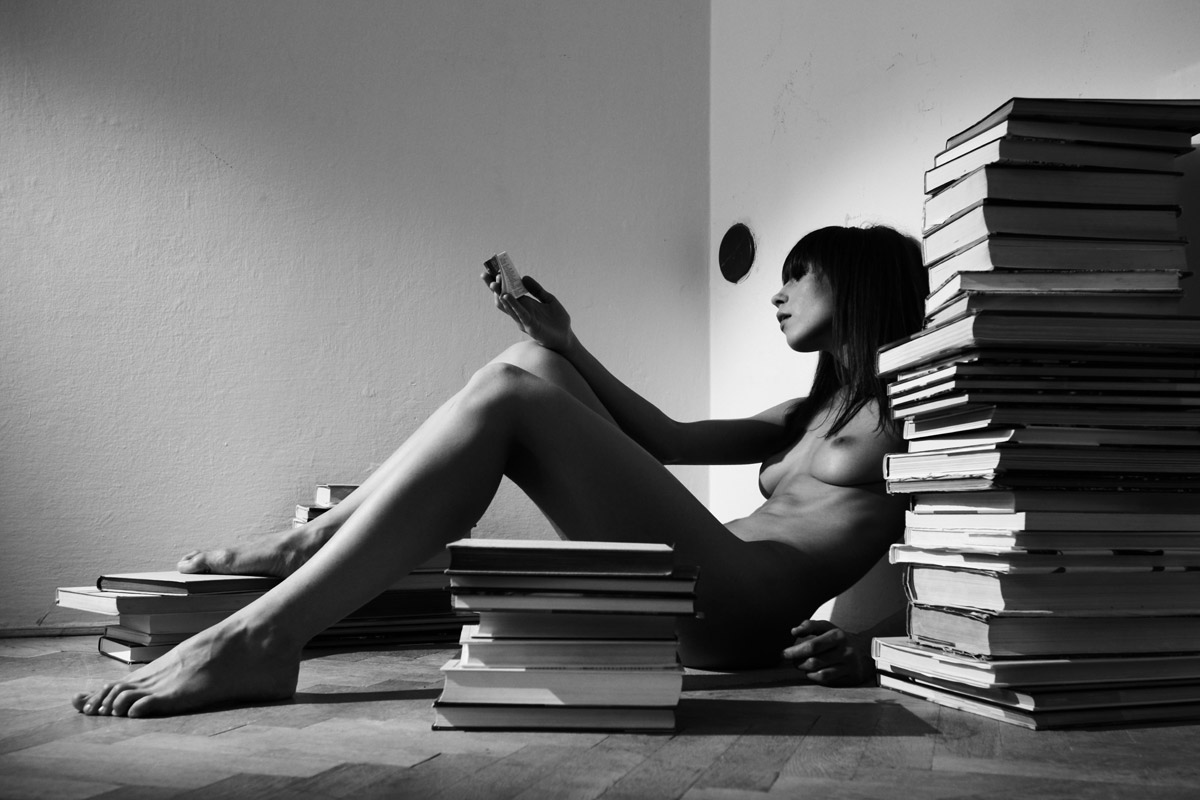
Knihomol, 2010
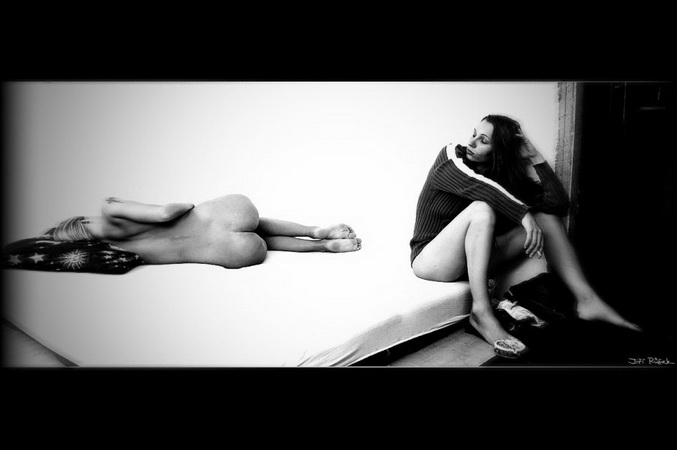